# Alina Kenzel
Alina Kenzel (* 10. August 1997 in Konstanz) ist eine deutsche Leichtathletin, die sich auf das Kugelstoßen spezialisiert hat.

## Berufsweg
Kenzel erlangte im Sommer 2017 an der kaufmännischen Johann-Friedrich-von-Cotta-Schule, einem Berufskolleg und einer Eliteschule des Sports in Stuttgart, in „Sport- und Vereinsmanagement“ die Fachhochschulreife. Sie ist Angehörige der Sportfördergruppe der Bundeswehr.

## Sportliche Karriere
Ihre Eltern Daniela Filip und Adolf Kenzel spielten in der rumänischen Handballnationalmannschaft, bevor sie nach Deutschland übersiedelten. In ihrer Kindheit spielte Alina Kenzel wie ihre Eltern Handball. Nach deren Trennung entschied sich die 13-Jährige, eine andere Sportart auszuüben, wobei die Wahl auf die Leichtathletik fiel, zumal sie schon vorher neben dem Handball auch ins Leichtathletiktraining gegangen war. Wurfdisziplinen kristallisierten sich schnell als ihre besondere Stärke heraus. So lag Kenzel schon 2011 als 14-Jährige beim Kugelstoßen mit 15,30 m auf Platz 1 und im Speerwurf mit 42,31 m an zweiter Stelle sowie beim Diskuswurf mit 36,29 m auf dem 4. Platz der Jahresbestenliste des DLV. Wegen einer angerissenen Bizepssehne wandte sie sich vom Speerwurf ab. 2012 stand Kenzel beim Kugelstoßen auf dem 2. Platz und mit dem Diskus an dritter Stelle der Jahresbestenliste der 15-Jährigen.
Ab 2013 war die Kugelstoßerin jedes Jahr bei einem internationalen Höhepunkt der Nachwuchsklassen dabei und konkurrierte im Jugendbereich auch erfolgreich beim Diskuswurf.
Bei den Deutschen Hallenmeisterschaften 2017 in der Arena Leipzig belegte Kenzel mit 17,28 m den zweiten Platz hinter Christina Schwanitz. Bei den Deutschen Meisterschaften 2017 in Erfurt belegte sie hinter Sara Gambetta und Josephine Terlecki mit einer Weite von 16,76 m den dritten Platz.
Bei den Deutschen Hallenmeisterschaften 2018 in der Helmut-Körnig-Halle in Dortmund konnte sich Kenzel den deutschen Hallenmeistertitel mit einer Weite von 17,37 m sichern.
2019 erreichte Kenzel bei den Halleneuropameisterschaften in Glasgow den achten Platz und wurde in der Freiluftsaison bei den U23-Europameisterschaften im schwedischen Gävle Europameisterin.
Zur Hallensaison 2021 wechselte Alina Kenzel von der Angleittechnik zur Drehstoßtechnik. Mit der neuen Technik erreichte sie bei den Deutschen Hallenmeisterschaften in Dortmund den siebten Platz mit einer Weite von 16,09 m. Bei den Deutschen Meisterschaften in Braunschweig kam sie mit 17,55 m auf den fünften Rang. Am 10. Juli steigerte Kenzel bei einem Wettkampf im schwedischen Bottnaryd ihre persönliche Bestweite um 48 Zentimeter auf 18,69 m. Sie stellte die persönliche Bestleistung am 16. August 2024 beim Thumer Werfertag ein.
Kenzel ist Mitglied des Perspektivkaders des Deutschen Leichtathletik-Verbandes (DLV).
Bei einer Größe von 1,82 m hat Kenzel ein Wettkampfgewicht von 90 kg.

## Vereinszugehörigkeit
Alina Kenzel startete bis 2023 für den VfL Waiblingen. Seit 2023 startet sie für den VfB Stuttgart.

## Erfolge
national
- 2013: U18-Winterwurfmeisterin (Diskus)
- 2013: 3. Platz Deutsche U18-Meisterschaften (Kugel)
- 2013: Deutsche U18-Vizemeisterin (Diskus)
- 2015: 3. Platz Deutsche U23-Meisterschaften (Kugel)
- 2016: Deutsche U20-Hallenmeisterin (Kugel)
- 2016: Deutsche U20-Vizemeisterin (Kugel)
- 2017: Deutsche Vizehallenmeisterin (Kugel)
- 2017: 3. Platz Deutsche Meisterschaften (Kugel)
- 2018: Deutsche Hallenmeisterin (Kugel)
- 2018: 2. Platz Deutsche Meisterschaften (Kugel)
- 2019: Deutsche Vizehallenmeisterin (Kugel)
- 2019: 3. Platz Deutsche Meisterschaften (Kugel)
- 2020: Deutsche Hallenmeisterin (Kugel)
- 2021: 7. Platz Deutsche Hallenmeisterschaften (Kugel)
- 2021: 5. Platz Deutsche Meisterschaften (Kugel)

international
- 2013: 7. Platz U18-Weltmeisterschaften (Kugel)
- 2014: 13. Platz U20-Weltmeisterschaften (Kugel)
- 2015: 6. Platz U20-Europameisterschaften (Kugel)
- 2016: U20-Weltmeisterin (Kugel)
- 2017: 14. Platz Halleneuropameisterschaften (Kugel)
- 2017: 3. Platz U23-Europameisterschaften (Kugel)
- 2018: 9. Platz Europameisterschaften (Kugel)
- 2019: U23-Europameisterin (Kugel)